# Tributo al César

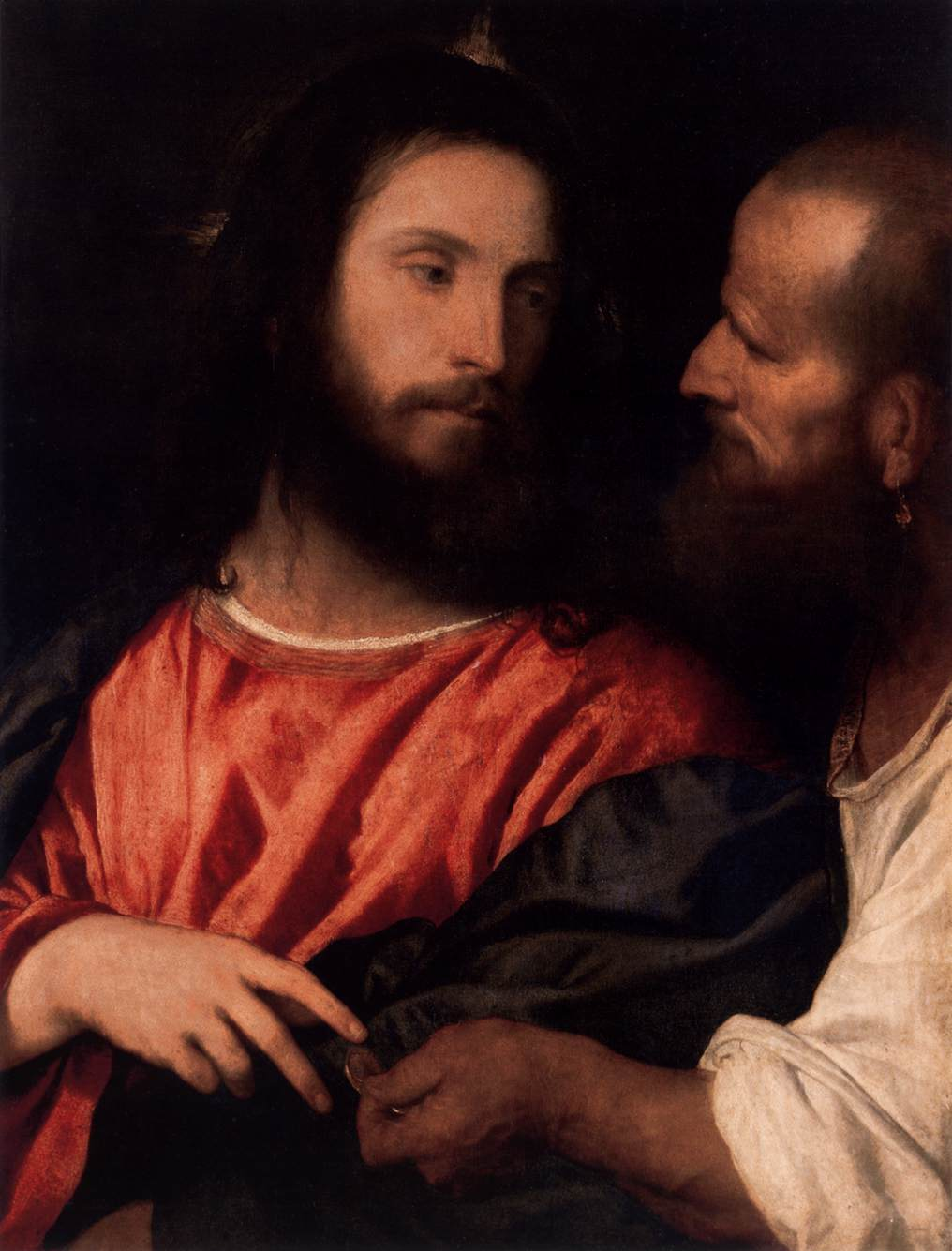
Tributo al César, de Tiziano, ca. 1516. Galería de Pinturas de los Maestros Antiguos, Dresde.

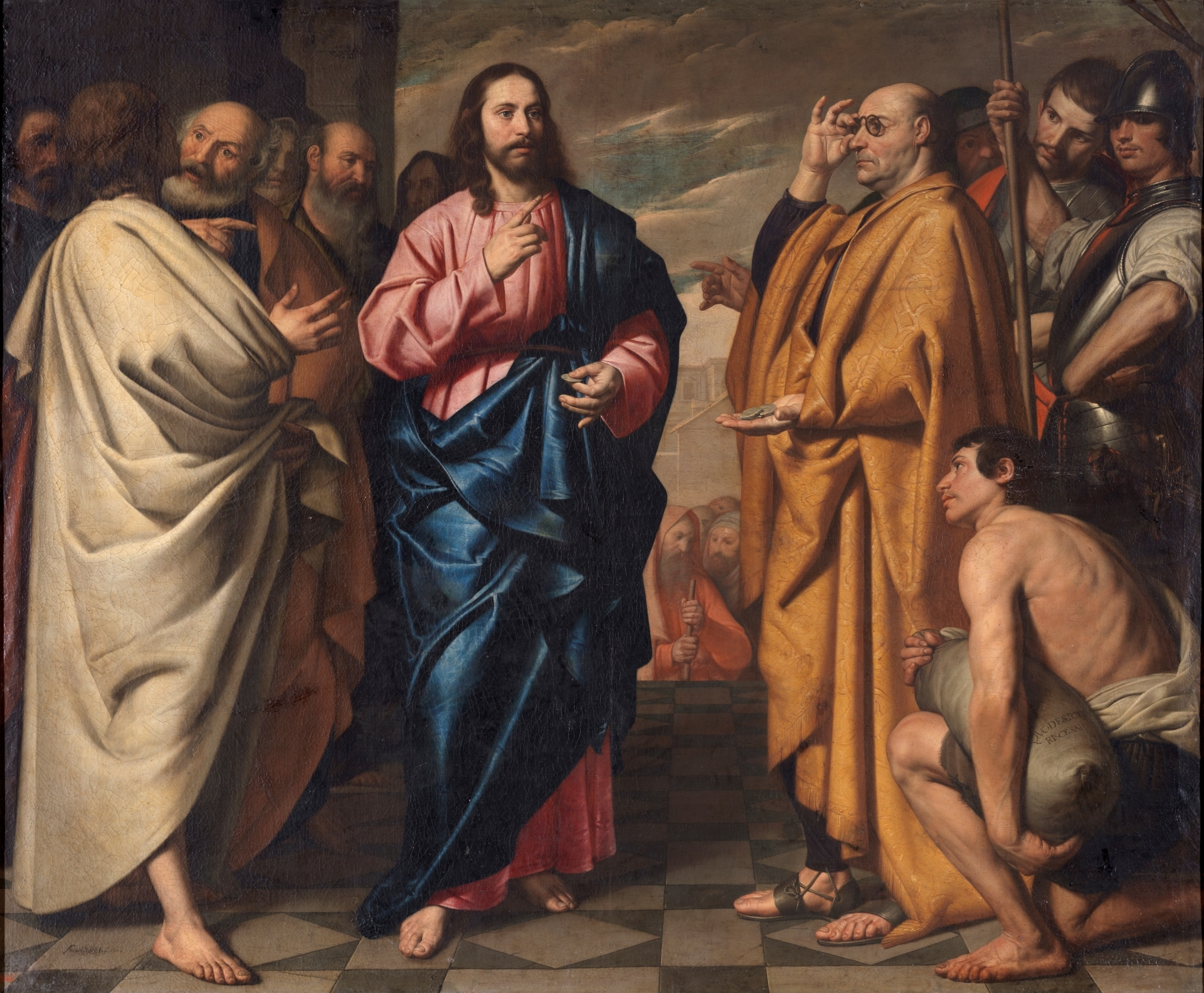
La moneda del César, de Antonio Arias Fernández, 1646. Museo del Prado, Madrid.

Tributo al César es la denominación de un episodio narrado en los evangelios sinópticos y un tema artístico relativamente frecuente en el arte cristiano. Se narra en los evangelios canónicos de Lucas (20,20-26), Marcos (12,13-17) y Mateo (22,15-22), y en los apócrifos de Tomás (100) y el llamado Egerton (3,1-6).
Tras su entrada en Jerusalén, durante sus debates con «los principales sacerdotes, los escribas y los ancianos», Jesucristo eludió la trampa dialéctica que le habían tendido «algunos de los fariseos y de los herodianos» al preguntarle si era lícito para los judíos pagar el tributo a las autoridades romanas, mediante este recurso: hizo que le trajeran una moneda de las que servían para pagar el tributo (el denario del tributo), y preguntó a su vez quién era el representado en la efigie de la moneda. Al respondérsele que se trataba de «César«, Jesucristo replicó: «Dad pues a César lo que es de César y a Dios lo que es de Dios» (Ἀπόδοτε οὖν τὰ Καίσαρος Καίσαρι καὶ τὰ τοῦ Θεοῦ τῷ Θεῷ en el griego bíblico y Reddite ergo, quae sunt Caesaris, Caesari et, quae sunt Dei, Deo en el latín de la Vulgata).

## Textos bíblicos
- Según  san Mateo (22; 15-22)

Entonces los fariseos se retiraron y se pusieron de acuerdo para ver cómo podían cazarle en alguna palabra. Y le enviaron a sus discípulos, con los herodianos, a que le preguntaran: —Maestro, sabemos que eres veraz y que enseñas de verdad el camino de Dios, y que no te dejas llevar por nadie, pues no haces acepción de personas. Dinos, por tanto, qué te parece: ¿es lícito dar tributo al César, o no? Conociendo Jesús su malicia, respondió: —¿Por qué me tentáis, hipócritas? Enseñadme la moneda del tributo. Y ellos le mostraron un denario. Él les dijo: —¿De quién es esta imagen y esta inscripción? —Del César —contestaron. Entonces les dijo: —Dad, pues, al César lo que es del César y a Dios lo que es de Dios. Al oírlo se quedaron admirados, lo dejaron y se fueron.

- Según  san Marcos (12; 13-17)

Le enviaron a algunos de los fariseos y de los herodianos para atraparle en alguna palabra. Acercándose, le dijeron: —Maestro, sabemos que eres veraz y que no te dejas llevar por nadie, pues no haces acepción de personas, sino que enseñas el camino de Dios según la verdad. ¿Es lícito dar tributo al César, o no? ¿Pagamos o no pagamos? Pero él, advirtiendo su hipocresía, les dijo: —¿Por qué me tentáis? Traedme un denario para que lo vea. Ellos se lo trajeron. Y les dijo: —¿De quién es esta imagen y esta inscripción? —Del César —le contestaron ellos. Jesús les dijo: —Dad al César lo que es del César y a Dios lo que es de Dios. Y se admiraban de él.

- Según  san Lucas (20; 20-26)

Y ellos, estando al acecho, enviaron espías que simulaban ser justos, para sorprenderle en alguna palabra, y así entregarlo a la potestad y autoridad del Procurador. Le preguntaron: —Maestro, sabemos que hablas y enseñas rectamente, y no haces acepción de personas, sino que enseñas el camino de Dios según la verdad. ¿Nos es lícito dar tributo al César, o no? Pero él, percatándose de su falsedad, les dijo: —Mostradme un denario. ¿De quién es la imagen y la inscripción que tiene? —Del César —contestaron ellos. Él les dijo: —Pues bien, dad al César lo que es del César y a Dios lo que es de Dios. Y no pudieron sorprenderle en ninguna palabra ante el pueblo y, admirados de su respuesta, se callaron.

## Interpretación de la Iglesia católica
Los herodianos eran partidarios de la política de la dinastía de Herodes: frente a la dominación romana directa —y, obviamente, también ante los impuestos directos— ejercida por un gobernador, preferían la mediación de un príncipe local que fuera quien pagara parte de los impuestos a Roma. En cuestiones religiosas, compartían las ideas materialistas de los saduceos. Los fariseos, por su parte, eran meticulosos cumplidores de la Ley, y consideraban el dominio romano como una usurpación. Sus diferencias con los herodianos eran radicales. Pero unos y otros se unen para conspirar contra Jesús. La pregunta era difícil y la respuesta comprometida. Jesús contesta con una profundidad que es, al mismo tiempo, del todo fiel a la predicación que ha venido haciendo del Reino de Dios: dar al César lo que le corresponde, sin dejar de dar también a Dios lo que le pertenece. Estas palabras han sido fuente para la doctrina de la Iglesia sobre la potestad de los gobiernos, que gestionan el bien común temporal, y la potestad de la Iglesia en la gestión del bien espiritual: «La Iglesia no tiene soluciones técnicas que ofrecer, no pretende “de ninguna manera mezclarse en la política de los Estados”. No obstante, tiene una misión de verdad que cumplir en todo tiempo y circunstancia en favor de una sociedad a medida del hombre, de su dignidad y de su vocación. Sin verdad se cae en una visión empirista y escéptica de la vida. (…) Su doctrina social es una dimensión singular de este anuncio: está al servicio de la verdad que libera» 
Dentro de su sencillez, la escena revela la grandeza de Jesús. Los que eran enemigos entre sí —fariseos y herodianos— se unen para tentarle. Y la maquinación está más acentuada por el elogio (v. 14) que precede a la pregunta insidiosa. En efecto, si los judíos son el pueblo de Dios para servirle, pagar el impuesto al opresor podía interpretarse como una traición al pueblo de Dios. Si negaba la licitud del impuesto, ahí estaban los herodianos para denunciarle ante el poder romano. La respuesta de Cristo deja admirados a sus interlocutores (v. 17) y es reveladora de la actitud de los cristianos ante las autoridades y las leyes justas (cfr Rm 13,1-7): «Por eso —comenta San Justino— oramos sólo a Dios, y a vosotros, príncipes y reyes, os servimos con alegría en las cosas restantes, os confesamos y oramos por vosotros» (Apologia 1,17,3).
Por tercera vez, recuerda San Lucas el acecho de las autoridades judías para perder a Jesús (v. 20; cfr 6,7; 14,1), aunque esta vez los halagos que preceden a la pregunta nos hacen ver que la astucia de aquellos hombres se hace cada vez más insidiosa (vv. 21-22). Negar el tributo a Roma, como lo hizo Judas el Galileo en su revolución (cfr Hch 5,37), era motivo suficiente para entregarlo a la autoridad romana (v. 20). Pero el Maestro percibe su doblez y pide un denario. La imagen del César en la moneda y la inscripción de la misma —«Tiberio César, Augusto, hijo del divino Augusto…»— son los argumentos que utiliza Jesús frente a sus adversarios: pagar el tributo, como lo pagan también aquellos que le persiguen con sus insidias, no significa confesar al César como Dios. Jesús, como Mesías, rechaza el mesianismo político: no entra en el juicio político sobre la autoridad de Roma, pues el Reino de Dios que vive y predica es de otro género. Con todo, estas palabras de Cristo quedaron como modelo de la conducta cristiana: «En cuanto a tributos y contribuciones nosotros [los cristianos] procuramos pagarlos antes que nadie a quienes vosotros tenéis para ello ordenado, tal como Él [Jesús] nos enseñó» (S. Justino, Apologia 1,17,1). La profundización en el sentido de estos textos se expresó en la doctrina sobre las relaciones entre la Iglesia y las comunidades políticas: «La comunidad política y la Iglesia son independientes y autónomas, cada una en su propio terreno. Ambas, sin embargo, aunque por diverso título, están al servicio de la vocación personal y social del hombre. Este servicio lo realizarán con tanta mayor eficacia, para bien de todos, cuanto más sana y mejor sea la cooperación entre ellas, habida cuenta de las circunstancias de lugar y tiempo» (Conc. Vaticano II, Gaudium et spes, n. 76)

## Otros comentarios
Esta y otras frases de Cristo en los Evangelios, como «Mi reino no es de este mundo», han sido ampliamente citadas para ilustrar la posición del cristianismo ante la relación entre el poder temporal y el poder espiritual, o la del cristiano ante el poder político.
En el contexto de la ocupación romana de Judea, la cuestión era comprometida, puesto que si Jesús hubiera respondido claramente que no era legítimo pagar el tributo, habría sido posible denunciarle ante las autoridades civiles; mientras que si hubiera respondido claramente que sí era legítimo, habría quedado deslegitimado desde el punto de vista de la ortodoxia judía. Jesucristo consideró esta pregunta como una tentación. Sus adversarios, a los que calificó de «hipócritas», quedaron maravillados y callaron o se fueron.
Los recaudadores de tributos (o publicanos) aparecen en varios pasajes evangélicos: era el oficio del apóstol Mateo (también llamado Leví y al que se atribuye el llamado Evangelio de Mateo) y el de Zaqueo (que asiste a la entrada de Jesús en Jericó).

## El denario del tributo
La moneda es identificada en los evangelios canónicos como un denario (δηνάριον - dēnarion): se trata, por lo tanto, de una moneda de plata que podría corresponder, por la época, al reinado de Tiberio. Las acuñadas con la efigie de ese emperador, algunas con una figura femenina en el reverso (identificable como Livia, madre del emperador, en figura de Pax -divinización de la paz-) constituyen piezas numismáticas muy codiciadas por los coleccionistas, que las denominan la «moneda del tributo» (en inglés tribute penny).

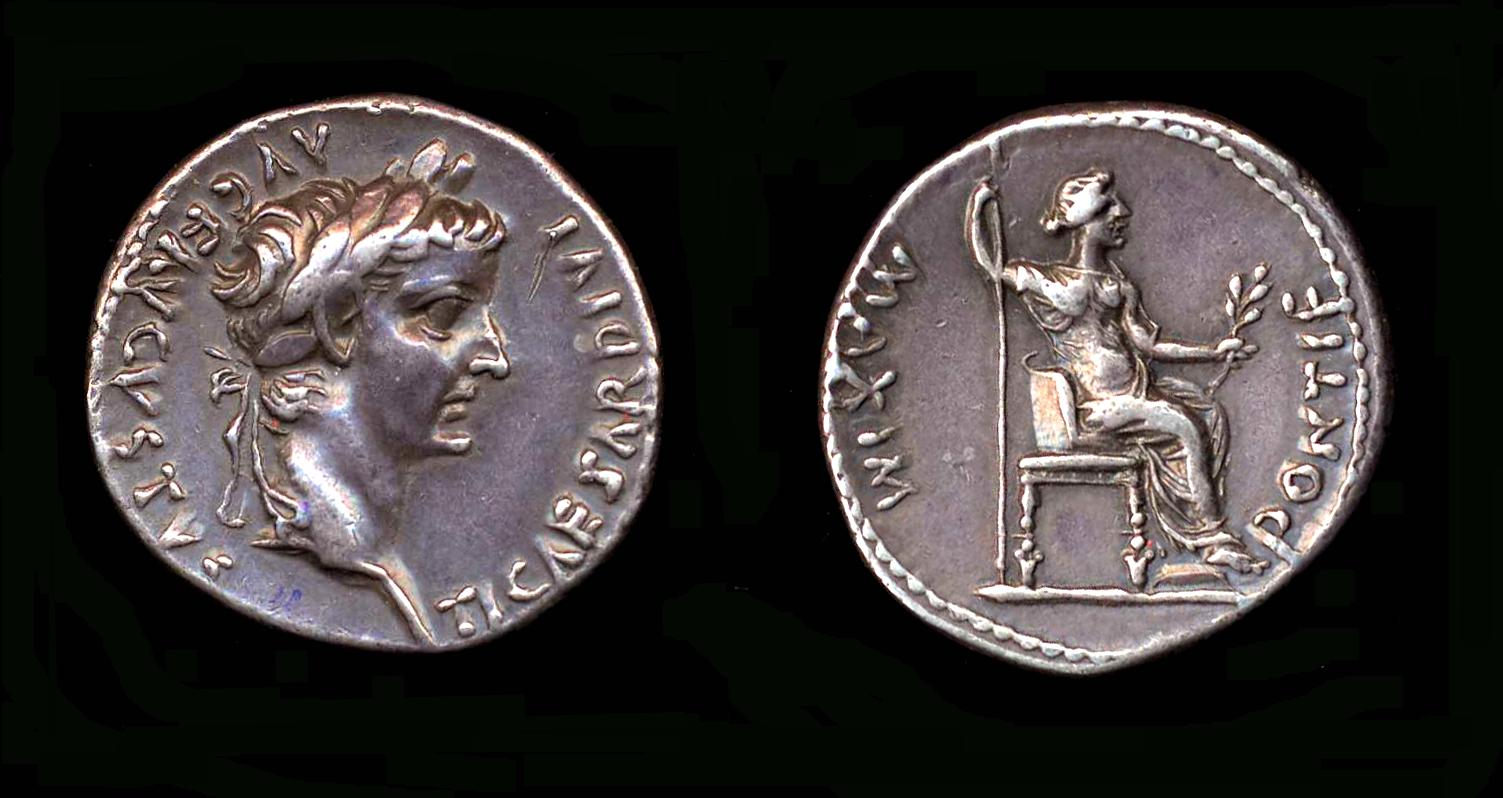
Denario de Tiberio con una figura femenina sedente en el reverso de la moneda.

Se ha indicado que en la Judea de la época de Jesucristo eran más comunes las tetradracmas antioquenas, con la efigie de Tiberio en el anverso y la de Augusto en el reverso, o bien denarios de Augusto con Cayo César y Lucio César en el reverso. Otras posibles monedas serían las que contenían efigies de Julio César, Marco Antonio y Germánico.
En el evangelio de Tomás se dice que la moneda era de oro.[cita requerida]

## Iconografía
Entre las obras más importantes que tratan el tema se hallan las del Renacimiento italiano (Tiziano), del Barroco —el flamenco Rubens (La moneda del tributo, con dos versiones, una en la National Gallery of Ireland y otra en The Fine Arts Museums of San Francisco, 1612), el holandés Joachim Wtewael (colección privada, 1616) o el español Antonio Arias Fernández (Museo del Prado, 1646)— y de pintura del siglo XIX —Gustave Doré (grabado de su serie bíblica, 1866) o James Tissot (Brooklyn Museum, 1886-1894).

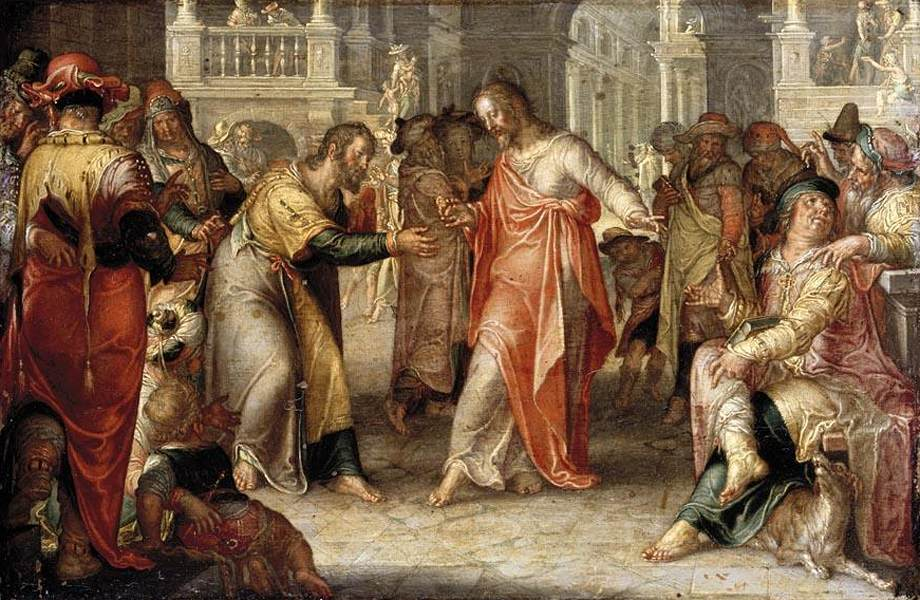
Wtewael
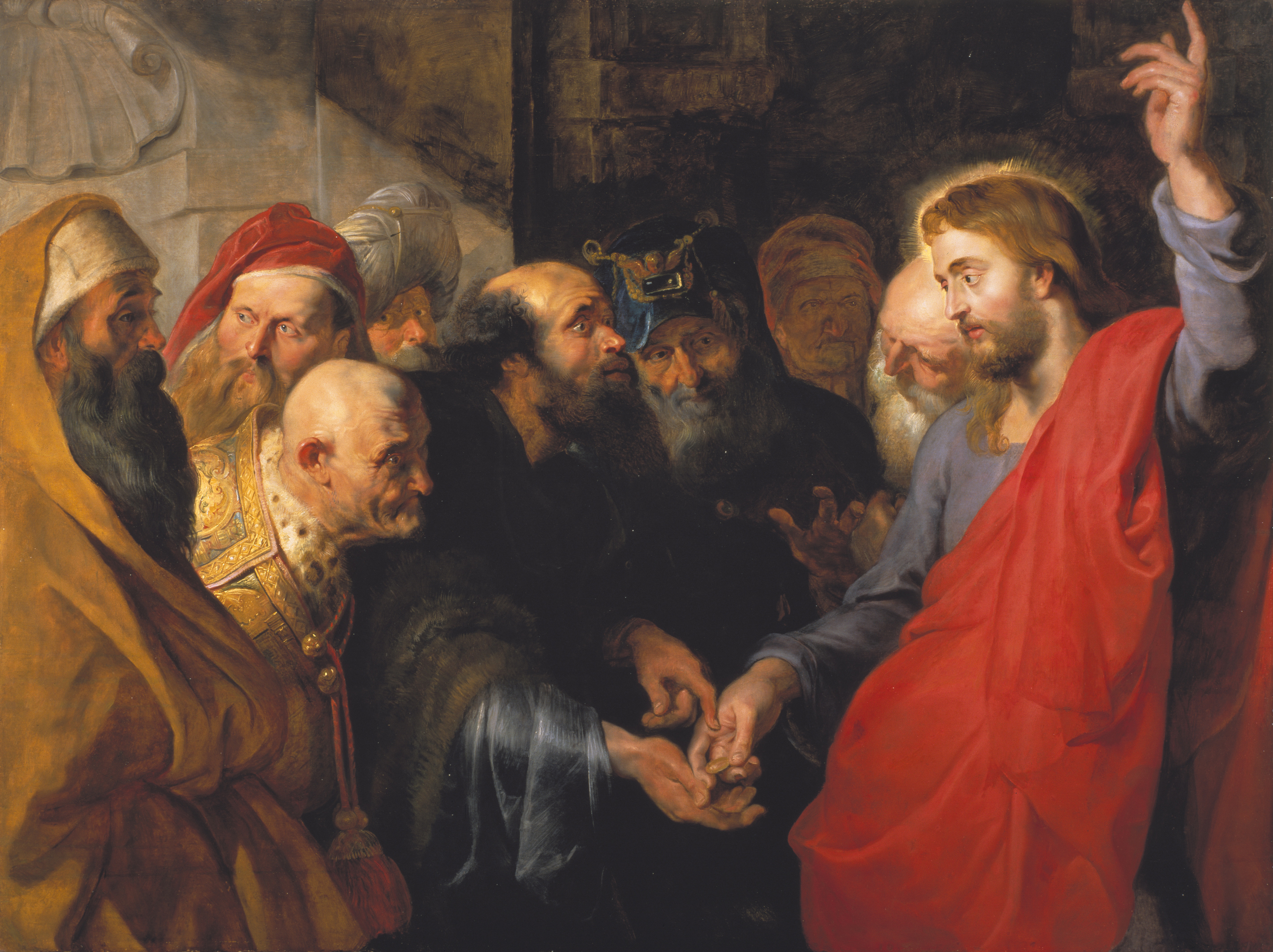
Rubens
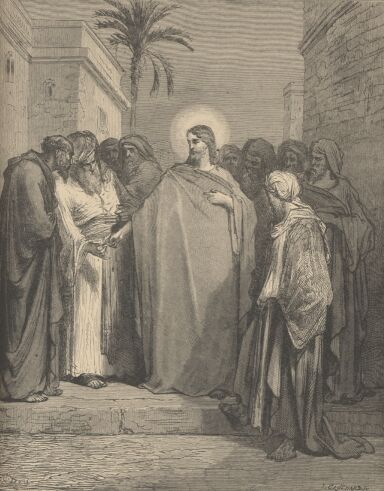
Doré
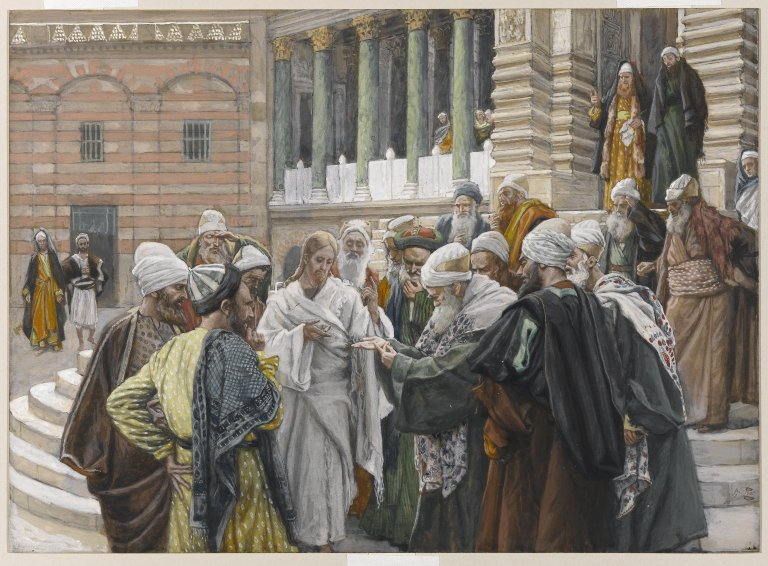
Tissot

## Temas semejantes
Un tema evangélico distinto, pero de aspecto similar, es el que trata Masaccio en su fresco de la capilla Brancacci (El pago del tributo, 1425), y que se refiere al cobro del impuesto debido al Templo, que Cristo acepta cumplir, pero de forma milagrosa, ordenando a Pedro que saque un pez del agua, en cuya boca encuentra una moneda (la moneda en la boca del pez). La escena se desarrolla en Cafarnaún.

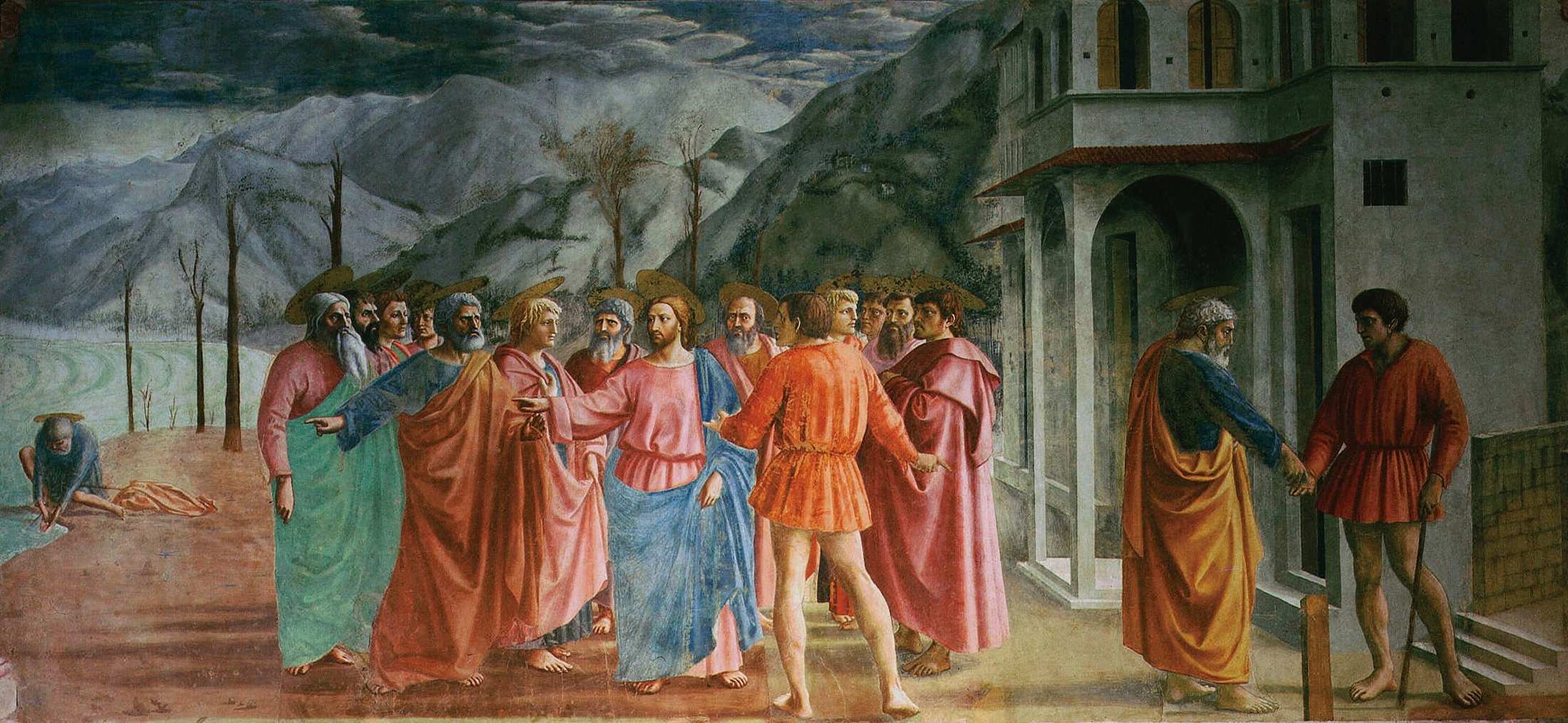
Masaccio

Otros episodios evangélicos y temas artísticos en los que Jesucristo se relaciona con el dinero o la riqueza son la vocación de san Mateo, la expulsión de los mercaderes del Templo, la cena en casa de Leví y las distintas escenas en que se usan perfumes caros.